# Бъкланд
 Тази статия е за града в Съединените щати.  За английския геолог вижте Уилям Бъкланд.  
Бъкланд (на английски: Buckland) е град в североизточната част на Съединените щати, част от окръг Франклин в щата Масачузетс. Населението му е около 1 900 души (2010).
Разположен е на 210 метра надморска височина в подножието на Апалачите, на 55 километра северозападно от Спрингфийлд и на 80 километра източно от Олбани.
Селището възниква през 1742 година. Става самостоятелен град през 1779 година.

## Известни личности
Родени в Бъкланд
- Джеймс Франклин Кларк-старши (1832 – 1916), духовник